# Plano Rodoviário Nacional
O Plano Rodoviário Nacional (PRN2000), publicado em 2000, é um documento legislativo que estabelece as necessidades de comunicações rodoviárias de Portugal. 
A Infraestruturas de Portugal é a empresa pública responsável pela manutenção e conservação da rede foi criada apos a extinção da EP resultante da Junta Autonoma de Estradas.
Um dos fatores estruturais mais importantes para uma harmoniosa política do ordenamento do território é, sem dúvida, o modo como se encontra organizada a Nova Rede de Estradas, nomeadamente no capítulo das Estradas Nacionais, o que se traduz na existência de um Plano Rodoviário Nacional, o qual define a Rede Rodoviária Nacional do continente, que desempenha funções de interesse nacional ou internacional.
O primeiro Plano Rodoviário Nacional surgiu em 1945, visando suprir a deficiência da rede de estradas existentes, fixando novas características técnicas e hierarquizando a rede rodoviária. Neste plano, a rede nacional, com cerca de 20.600 km, foi hierarquizada em 3 níveis (1ª, 2ª e 3 ª classe) e definiram-se as larguras mínimas da plataforma para cada uma das classes.
Quarenta anos depois, em 1985, seria publicado um novo Plano Rodoviário Nacional para dar resposta, quer à grande expansão e desenvolvimento tecnológico do automóvel quer às novas metodologias de desenvolvimento, com base em previsões de tráfego, que se haviam generalizado nos anos sessenta. Surgiu, assim, uma Rede Rodoviária Nacional com cerca de 10.000 km mantendo-se uma hierarquização em três níveis.
A última revisão ocorreu em 1998 (vulgarmente conhecido por PRN2000), para dar resposta ao desenvolvimento socioeconómico verificado após a adesão de Portugal à União Europeia. Este Plano prevê um total de cerca de 16.500 km dos quais cerca de 5.000 foram incluídos numa nova categoria - Estradas Regionais. Esta nova categoria de estradas, de interesse supra municipal e complementar à Rede Rodoviária Nacional, tinha subjacente que apenas se manteriam provisoriamente na responsabilidade da administração central, admitindo-se que transitariam para as futuras regiões, cujo processo não teve desenvolvimento.
Neste Plano foi incluída uma Rede Nacional de Autoestradas com cerca de 3.000 km, correspondendo a cerca de metade da extensão da rede de Itinerários Principais (IP) e Complementares (IC).
Este Plano foi instituído pelo Decreto-Lei n.º 222/98, de 17 de Julho, e alterado pela Declaração de Retificações nº 19-D/98 de 31 de Outubro, pela Lei nº 98/99 de 26 de Julho e pelo Decreto-Lei 182/2003 de 16 de Agosto.
Este plano, tratou-se de um desenvolvimento do plano rodoviário de 1985, que por sua vez tinha substituído o de 1945.
O PRN2000 define a Rede Rodoviária Nacional como sendo constituída pela Rede Fundamental constituída por Itinerários Principais (IP), e pela Rede Complementar constituída por Itinerários Complementares (IC), e que podem ter troços de diferentes tipologias: auto-estrada, via rápida ou estrada. 
Na rede complementar, além dos IC, foram ainda incluídas as Estradas Nacionais (EN) que constituíam a Rede Rodoviária Nacional estabelecida em 1945 e que, no plano de 1985, eram apenas genericamente identificadas como "outras estradas".
O PRN2000 refere-se ainda às Redes de Estradas Municipais e cria um novo tipo de estradas, as Estradas Regionais (ER) a partir da transformação de parte das antigas EN.
No PRN2000 as estradas com características de autoestrada assumem um estatuto de rede própria (Rede Nacional de Auto-Estradas), sobreposta às Redes Principais e Complementares. Cada uma das autoestradas tem uma numeração própria, independente da numeração dos troços de IP ou IC aos quais se sobrepõe.
A sobreposição dos vários tipos de estradas da rede rodoviária nacional (Auto-estradas, IP, IC, EN), cada uma com uma numeração própria, torna o sistema de identificação e sinalização das estradas portuguesas muito complexo, e de difícil compreensão para o utilizador. 
Esta situação é agravada ainda, pelo facto de apesar de os dois sistemas de classificação serem paralelos (e portanto independentes mas inter-relacionáveis), é normal aparecer apenas um deles: por exemplo, quando uma via está classificada como auto-estrada, é esta denominação que surge na sinalização, não existindo qualquer referência à sua classificação enquanto Itinerário Principal ou Complementar; também se verifica o inverso, quando na sinalização (sobretudo a mais antiga) não aparece a denominação de autoestrada, tornando-se numa sinalização obsoleta para os utilizadores.

## Estradas regionais
- R 1-7
- R 1-18
- R 2
- R 2-6
- R 5
- R 8-6
- R 10
- R 10-4
- R 11-2
- R 13
- R 15
- R 16
- R 17-1
- R 18
- R 18-1
- R 18-3
- R 19
- R 101-4
- R 108
- R 110
- R 112
- R 114-4
- R 115-1
- R 120
- R 120-3
- R 123
- R 123-1
- R 124
- R 125
- R 125-11
- R 203
- R 204
- R 205
- R 205-4
- R 206
- R 207
- R 207-3
- R 209
- R 210
- R 216
- R 218
- R 219
- R 221
- R 222
- R 225
- R 226
- R 226-2
- R 227
- R 228
- R 230
- R 231-1
- R 231-2
- R 233
- R 236
- R 238
- R 240
- R 242-2
- R 243
- R 243-1
- R 244
- R 246
- R 247
- R 247-6
- R 249
- R 253
- R 253-1
- R 255
- R 257
- R 258
- R 261
- R 261-2
- R 261-5
- R 265
- R 265-1
- R 266
- R 267
- R 268
- R 270
- R 301
- R 304
- R 308
- R 310
- R 311
- R 311-1
- R 314
- R 315
- R 319
- R 321
- R 322
- R 322-3
- R 323
- R 324
- R 326
- R 326-1
- R 327
- R 329
- R 330
- R 331
- R 332
- R 333
- R 333-2
- R 333-3
- R 334
- R 335
- R 336
- R 337
- R 338
- R 339
- R 342
- R 344
- R 345
- R 346
- R 347
- R 347-1
- R 348
- R 349
- R 350
- R 351
- R 353
- R 354
- R 355
- R 356
- R 357
- R 359
- R 361
- R 370
- R 371
- R 373
- R 374
- R 377
- R 377-2
- R 379-1
- R 381
- R 384
- R 385
- R 389
- R 389-1
- R 390
- R 393
- R 396